# 向井忠勝
向井 忠勝（むかい ただかつ、天正10年5月15日（1582年6月5日） - 寛永18年10月14日（1641年11月16日））は、安土桃山時代から江戸時代前期にかけての武将、旗本。向井正綱の子。官位は左近衛将監。妻は長谷川長綱の娘で、後妻と合わせて11男7女に恵まれた。

## 生涯

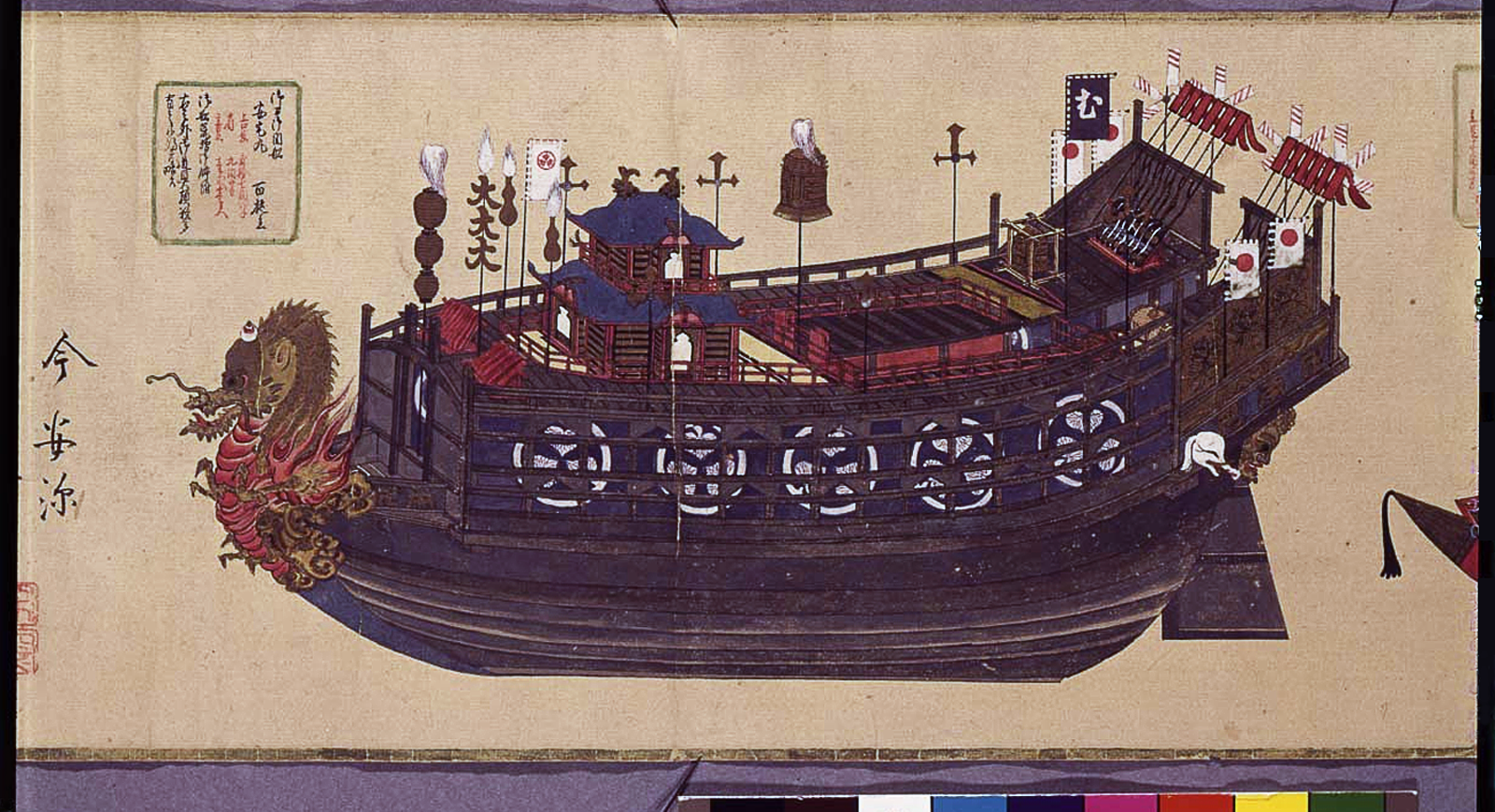
「安宅丸」の絵図。幟に描かれた「む」の字は、向井の頭文字で向井将監の旗印。

天正10年（1582年） 、徳川水軍の将で御船手奉行であった向井正綱の子として誕生。慶長6年（1601年）、徳川秀忠の元で、父・正綱とは別に相模・上総国内に500石を拝領し、御召船奉行として下総国葛飾郡堀江（現在の千葉県浦安市）に陣屋を置いた事が記録されている。大坂冬の陣では九鬼守隆、千賀信親、小浜光隆らとともに水軍の将として出陣。下福島村付近から出兵し、野田・福島の戦いでは大野治胤らの豊臣水軍と小競り合いを繰り返し、その後も木津川付近にて豊臣軍に対し終始優位に立ち、大坂湾の制海権を押さえる活躍を見せた。その功により慶長20年（1615年）500石を加増され、元和3年（1617年）に2,000石を加増され3,000石となり、父の死後は父の遺領を継ぎ合わせて5,000石、寛永2年（1625年）には相模・上総の両国で合わせて6,000石となり、大身の旗本として封ぜられた。
忠勝は江戸幕府2代将軍・秀忠の信頼は篤く、船の移動の際には必ず忠勝を随行させている。また造船技術は父譲りであり、寛永9年（1632年）には3代将軍・徳川家光の命により江戸幕府の史上最大の安宅船である御座船「安宅丸」を建造している。特筆すべきは、向井正綱・忠勝父子は徳川家康が国際貿易港として開港した浦賀湊におけるスペイン貿易に携わり、浦賀貿易を統括し、浦賀を出航するスペイン商船の渡海朱印状を仲介していたことである。また伊達政宗が支倉常長を欧州に派遣した際に使用された船「サン・ファン・バウティスタ号」の建造の際には公儀大工や御内衆を派遣し、出向の際には航海安全の祈祷札を届けさせている。
忠勝は寛永18年（1641年）に死去し上野寛永寺の支院本覚院に埋葬されたが、のちに向井将監正養によって江東区深川の陽岳寺に移葬されている。忠勝の死後、家督は次男・直宗が継いだが、その理由は長子・向井正俊が父の勘気を蒙り高野山に蟄居となっていたためである。しかし、直宗は幼少の子を残して没したため、直宗の跡は弟の五男・向井正方が継承した。将監を号したのは忠勝が最初であり、以後、11代にわたり江戸幕府滅亡まで将監を世襲している。

## 向井忠勝の屋敷

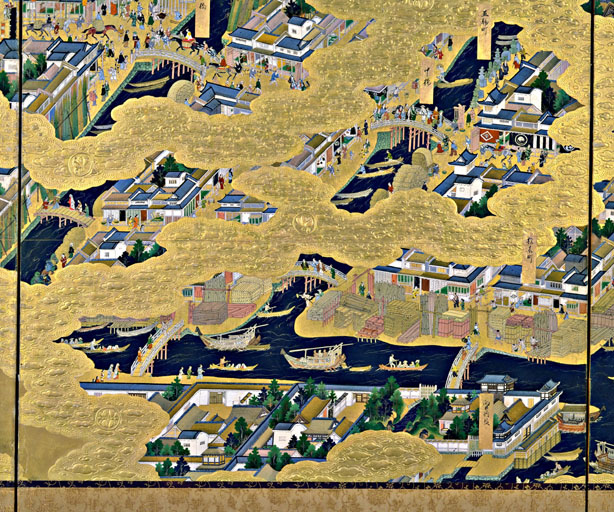
右下にあるのが向井忠勝の屋敷。関船が繋留されたり屋敷内と水路が繋がる等、水軍の屋敷に相応しい造りになっている（『江戸図屏風』）。

忠勝の本邸は采地である相模国三浦郡の三崎宝蔵山である。江戸の宿館は楓川と日本橋川が合流する東詰にあり、船入りと水路を備えた角地にあり、その東に隣接して右衛門直宗の屋敷が置かれていた（『武州豊嶋郡江戸庄図』）。忠勝の江戸下屋敷は新堀の中央区日本橋箱崎町で、将監番所は霊岸島八町掘であり、この東側に船手組屋敷が置かれ、江戸城を守護する機能を果たしていた。
亀島川沿いの河岸は「将監河岸」なる地名で明治時代末期まで正式な地名となっていた。

## 市指定重要文化財
2013年4月1日に神奈川県三浦市白石町の見桃寺墓地の奥に建つ大きな石塔８基が向井将監一族石塔群として市指定重要文化財に指定された。

## 向井忠勝を題材にした作品
小説
- 隆慶一郎 『見知らぬ海へ』 講談社文庫、1990年 ISBN 4-06-185774-6

テレビドラマ
- 『破れ奉行』テレビ朝日系列、1977年　内容は史実に基づくものではなくあくまでも架空の人物としてだが、幕府御船手頭として同名の人物が登場する。